# Jukebox

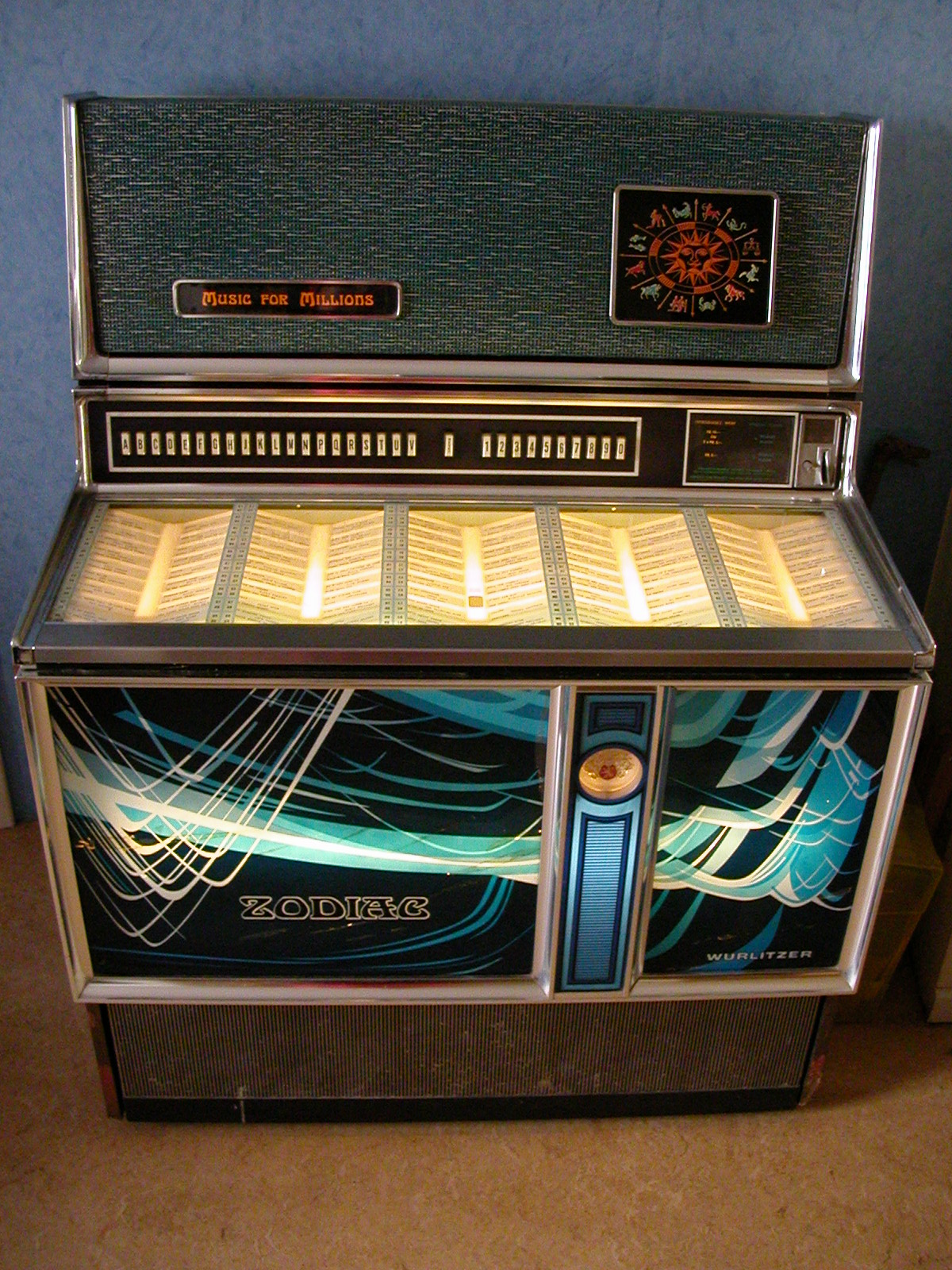
Una máquina de discos Würlitzer de 1971, encendida y con la tapa levantada.

Una gramola o rocola, también conocida en español como sinfonola o cinquera, es un dispositivo parcialmente automatizado que reproduce música. Usualmente se compone de una máquina que se opera introduciendo monedas o billetes y que permite seleccionar canciones o videos para posteriormente reproducirlos. Suelen ser de un metro y medio de altura, con la parte superior redondeada e iluminación de color en el frente y sus lados verticales, aunque se ha evolucionado a máquinas más compactas, con la facilidad de montarlas en las paredes pero aún conservando la iluminación decorativa que las caracteriza. La selección de los temas anteriormente se llevaba a cabo a través de una botonera que, mediante una combinación, permitía indicar una canción específica entre una lista de discos. Ahora se hace a través de un monitor con pantalla táctil que permite buscar la canción o artista deseado para seleccionarlo y posteriormente reproducir el contenido.

## Historia

### Inicios
Las máquinas de discos operadas por monedas y las pianolas tuvieron un origen común al ser centro de atracción inicialmente en las ferias o parques de atracciones, bares u otras zonas como por ejemplo las estaciones de trenes en Suiza, durante las décadas previas a su introducción como auténticos fonógrafos operados por monedas. Algunos de estos primitivos aparatos musicales fueron tan bien construidos que hoy en día han sobrevivido en manos de los museos o coleccionistas, y no solo eso, sino también existen muchos en funcionamiento, en muchas latitudes del mundo e incluso en zonas en donde las tecnologías actuales no han proliferado mucho.

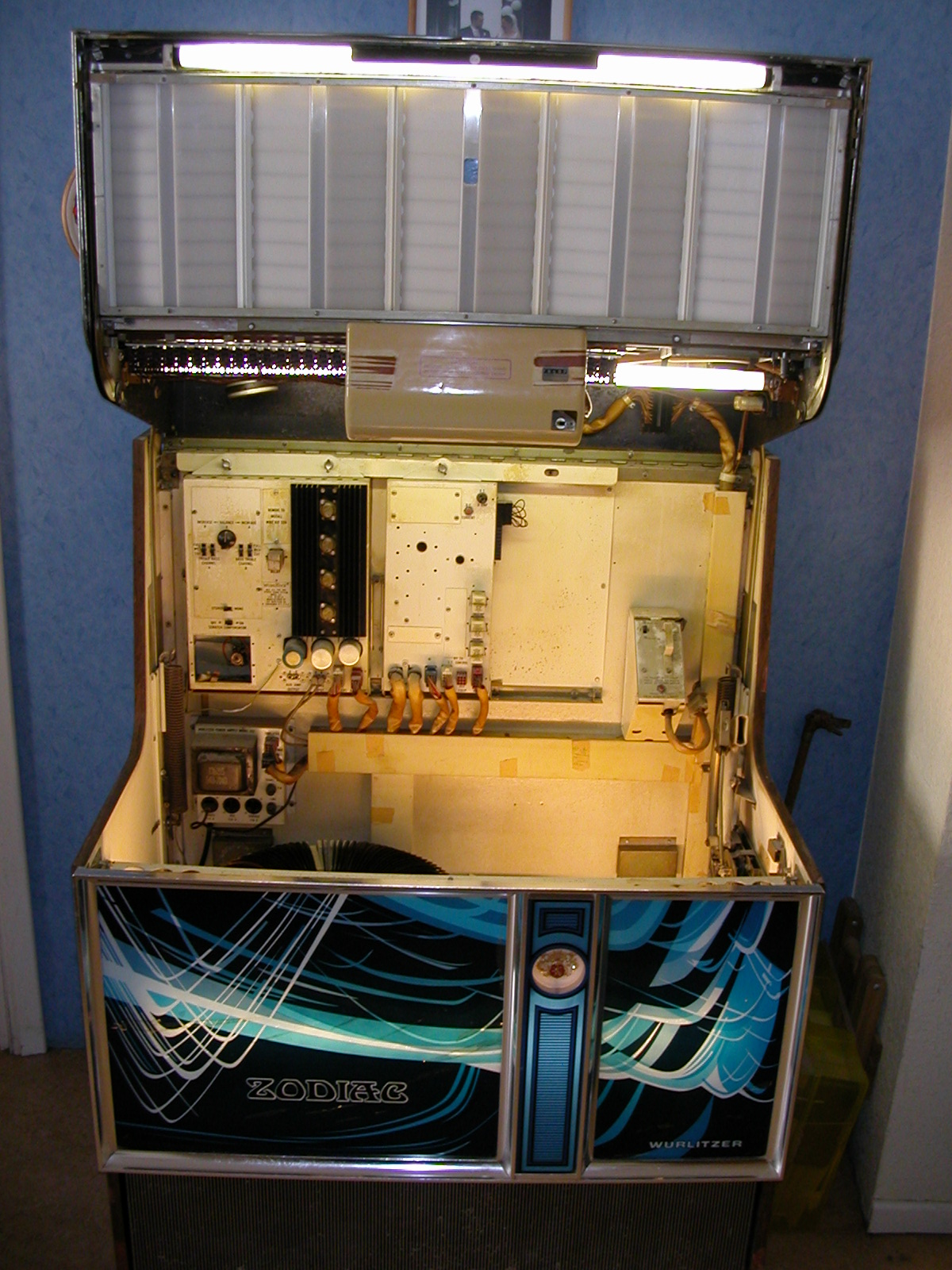
La misma máquina mostrando el mecanismo electrónico al interior.

El inmediato antecesor de este ingenio fue el fonógrafo de "ranura para moneda", el cual fue el primer medio de sonido grabado, conocido por el público antes de que iniciara la producción en masa de los equipos de audiofrecuencia y viniesen a ser materia común. Tales máquinas comenzaron a ser producidas en masa en 1889, utilizando fonógrafos de cilindros para la reproducción de grabaciones. Las primeras máquinas solo "tocaban" (reproducían) una grabación sencilla –de más o menos 2 minutos de duración– pero muy pronto fueron desarrollados dispositivos capaces de permitir al cliente la elección de entre múltiples grabaciones. En 1910 los fonógrafos de cilindro fueron reemplazados paulatinamente por los gramófonos, un tipo de fonógrafo que reproducía el sonido grabado en un disco y no en un cilindro. El término "juke box" (caja de distracción) vino a estar en boga en los Estados Unidos en 1930. Se presume que derivó de otro término similar de origen en la jerga afroamericana, "jook" que significaba "baile", y le era aplicado, aunque algunos críticos señalan que esto alentaría las conductas criminales y en realidad sería el segundo apellido de las máquinas significando "falsificación".
Las grabaciones efectuadas en discos de pasta rígida de goma laca de 78 rpm eran el medio a reproducir en las máquinas de discos y durarían hasta la aparición del disco de 45 rpm –en vinilo– introducido por la Corporación Seeburg, dichas máquinas son parecidas a la que aparece en el programa "Los Días Felices".

### En los 60 y 70

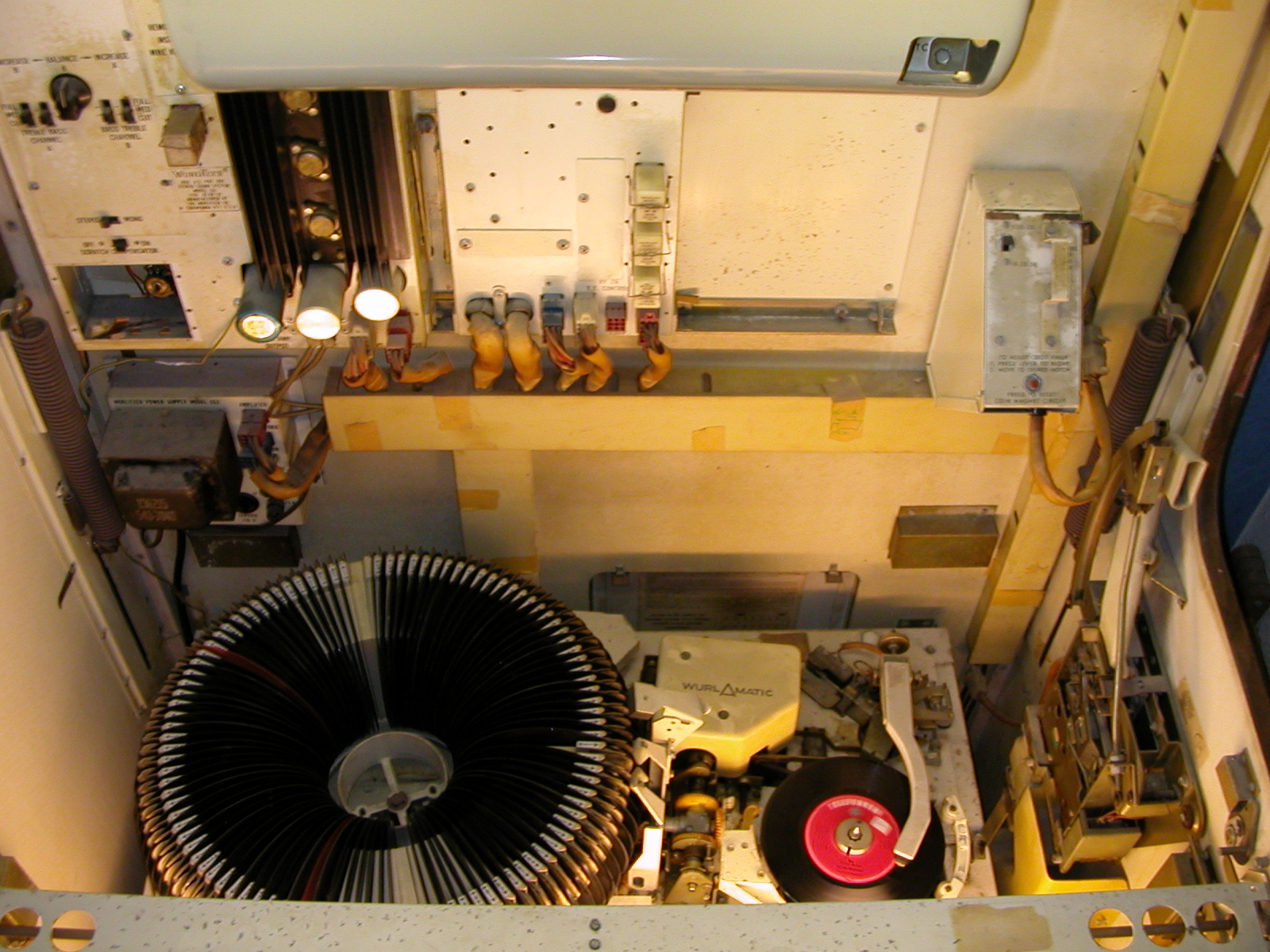
Interior de una Máquina de discos Würlitzer, se aprecia el mecanismo de carrusel con los discos de 45 para ser seleccionados.

Durante décadas de los 60 y los 70, las máquinas de discos con selectores de melodía remotos fueron muy populares en los restaurantes, la más famosa es el modelo Seeburg 3W1 la cual no tenía un mecanismo dentro, sino que sólo recogía las monedas y permitía la selección de la melodía que era requerida a una unidad remota ubicada en otra parte. El enorme gabinete era colocado en otro lado de la sala (fuera de la vista) y las 160 selecciones (Rock-Ola y Wurlitzer) o 200 (Seeburg) estaban disponibles en la proximidad del cliente. Pequeños altavoces colocados en la máquina reproducían solamente la grabación seleccionada y al terminar se reproducían otras efectuadas por otro cliente. La reproducción se daba en la forma en la que el mecanismo las programaba, así que había que escuchar quizá otras, hasta que llegaba el turno de la que se elegía. Algunas máquinas eran capaces de reproducir discos de vinilo de 33 revoluciones por minuto, que tenían el mismo diámetro que uno de 45. Este tipo de grabaciones y las etiquetas blancas proliferaron poco, pero permitían una reproducción múltiple (en una suerte de LP pequeño) por un costo más alto y eran provistas por el vendedor al operador de la máquina. Durante esos años se introdujeron modelos con distintas luces de ornato y decoraciones de estilo disco, psicodélicas y otros aditamentos cosméticos mientras que el principio de funcionamiento permanecía invariablemente igual en comparación. Los "Contadores" de popularidad le indicaban al vendedor el número de veces que era reproducido el lado A del disco (el lado B casi no era importante), así sólo las grabaciones populares permanecían en el menú o lista y las menos reproducidas eran cambiadas por otras con posibilidad de convertirse en éxito. Las máquinas Wurlitzer eran únicas porque podían reproducir el lado A y el B de un disco y pasar a la siguiente selección; las de marca Rock-Ola y Seeburg reproducían los lados A elegidos, luego los lados B seleccionados y luego se detenían.

### Años 1990

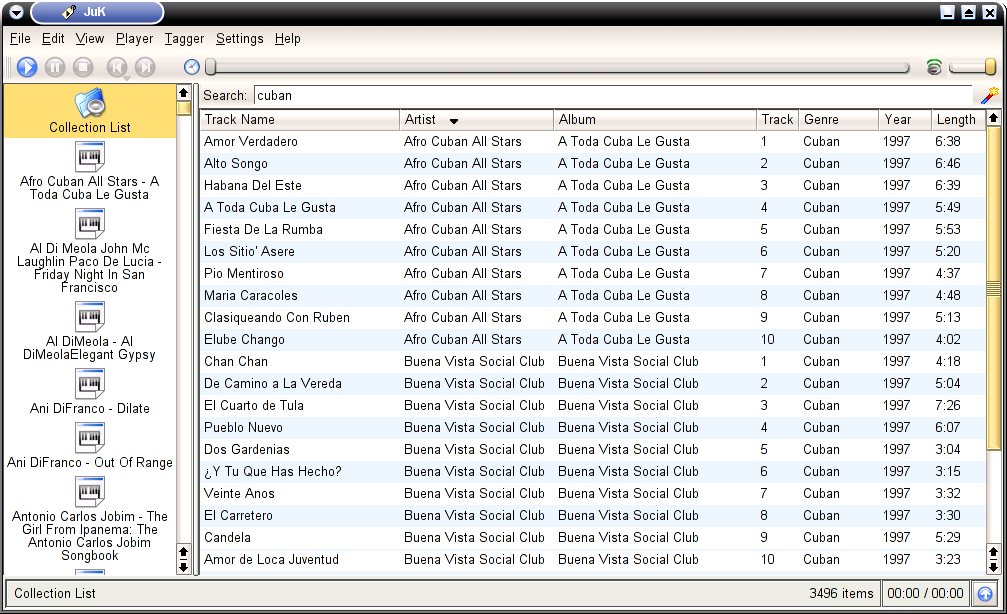
Música en internet

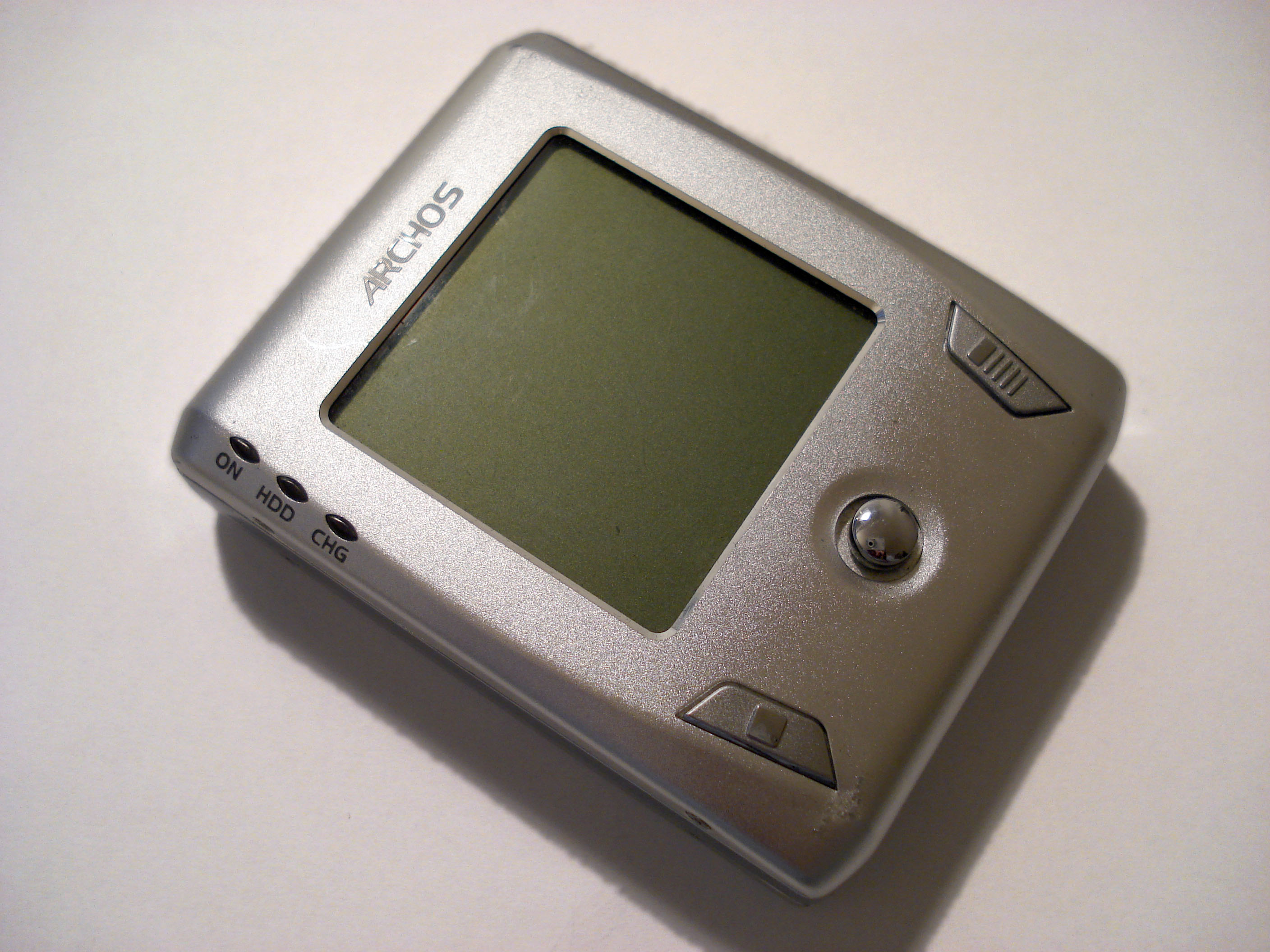
Reproductor MP3.

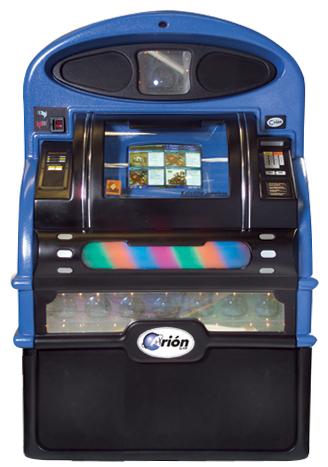
Sinfonola Digital Nyx de Arión

En los años 1980 aparecieron los Discos Compactos o CD, que más adelante se convirtieron en el principal soporte de las máquinas de discos modernas. 
Posteriormente un gran número de compañías lanzaron sus modelos digitales, los cuales implicaban el no usar más ningún CD, y descargar de manera segura las melodías de Internet o a través de un protocolo del propietario de una transmisión vía telefónica (tonos para teléfonos móviles). Adicionalmente, la disponibilidad de selecciones se volvió potencialmente enorme de lo que se tendría en un simple CD, aunado a esto algunas máquinas son capaces de informar que melodía se escucha en un momento dado y en donde, ampliando las opciones comerciales.
Las máquinas de discos y sus ancestros fueron una industria muy exitosa en su momento. Su popularidad desde los 1940 a lo largo de los 1960 y en los 50 especialmente, hizo que la imagen de las gramolas se asociara a la época musical del Rock and Roll, lo que aún persiste hoy en día, pero también fueron muy populares durante la música swing de la misma forma, así que muchos restaurantes o tiendas con un concepto retro poseen una Máquina de discos.
La producción de estas máquinas continuó evolucionando en la primera década del siglo XXI, gracias a la introducción de programas que pueden emular el funcionamiento de una rocola clásica a una rocola digital en un PC. La forma de operación es muy similar a las rocolas clásicas, sin embargo, en la actualidad estos modernos equipos tienen la capacidad de almacenar más música y reproducir videos o hasta karaokes según el equipo y el programa que el equipo utilice. Puede variar el costo de cada sección si lo decide el operador. El uso de estas máquinas digitales puede ser más atractivo que una rocola clásica por las ventajas que estas ofrecen.
Hoy en día las sinfonolas son capaces de almacenar millones de títulos en música, video y karaoke, se han hecho más compactas y con mayor capacidad de reproducción y fidelidad, las llamadas sinfonolas digitales conllevan un complejo desarrollo de software y hardware que permite que sean amigables para el usuario y además que sea considerado como una herramienta para los negocios que las poseen. Dejaron de utilizar los teclados de botones para su operación y ahora se manejan desde monitores táctiles con los cuales la interacción del usuario es más rápida e intuitiva.

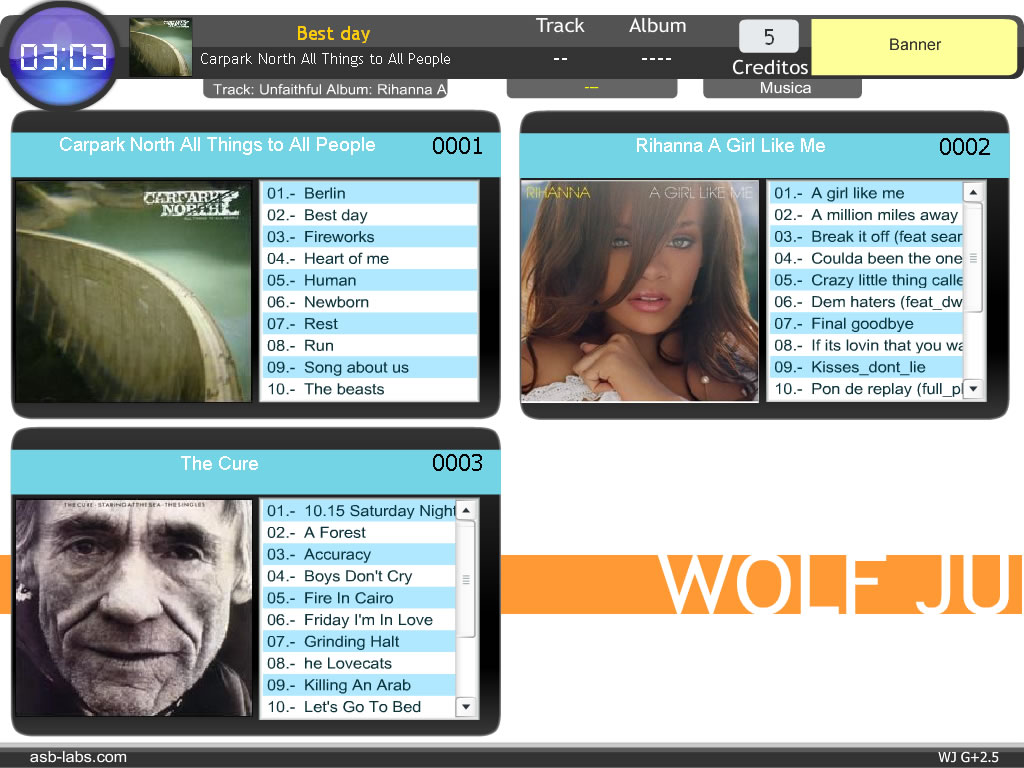
Rockola digital.

## Estética
Las primeras sinfonolas eran simples cajas de madera con una ranura y algunos botones. Con el paso del tiempo vinieron a ser más decoradas e hicieron uso de luces de colores, luces rotatorias, el uso de molduras cromadas y diversos motivos visuales. Muchos consideran que los modelos de los años 40 serían los pertenecientes a la "época dorada" al tener estos una línea estilizada con una influencia marcadamente gótica, como una especie de "arcoíris gótico de una catedral". Tanto durante la Segunda Guerra Mundial como antes en la Gran Depresión, nuevos diseños y alternativas de venta reflejaban un humor festivo ya que las máquinas de discos fueron frecuentemente uno de los "escapes" a los problemas de la gran depresión y la guerra. La Würlitzer 850 es un ejemplo de esta época.
Estilizaciones progresivas fueron apareciendo en el plano de las típicas máquinas en madera de principios de los treinta, al presentar aplicaciones en metal y plástico, y algún tipo de animación. Pero al ingreso de los Estados Unidos a la guerra y con la latente necesidad de metales y plásticos la producción de estas dio un paso atrás. En 1943 la Würtlitzer 950 regresó al uso de madera, es preciso notar que a partir de que los mecanismos eran de metal, no se produjeron muchas piezas durante este tiempo. Más bien un nuevo tipo de gabinete se utilizó, a partir de que mucho de los mecanismos era ensamblado a mano muchas de las piezas así construidas generalmente necesitaban -para restaurarse- el uso de adaptaciones o modificaciones. El gabinete del modelo Victory cambió el uso de plásticos por vidrio en el tablero y luces. Después de la guerra los materiales principales volvieron a estar disponibles nuevamente, marcando el "boom" de las máquinas de discos. 
El modelo "1015-Bubbler" (Burbuja) de la marca Würlitzer tipificó el aspecto más popular de todos los tiempos. Muchos de estos aparatos siguieron en uso hasta los años cincuenta, quedando asociados a la cultura popular a pesar de su origen en los 40 a causa de su único y prominente diseño estilístico. creado por el estilista Paul Fuller, se rumorea que cuando las empresas se enfocaron en los negocios de la guerra fue cuando Paul concibió el aspecto de este modelo, resultando en uno de los iconos más populares de la cultura norteamericana.
Las sinfonolas de los años 40 son llamadas de la "Época dorada" porque predominaba el uso del plástico en color dorado. Las de los años 50 son de la "Época plateada" por los motivos o molduras en predominante cromado. Hacia los años 60, con el incremento del negocio de comida rápida, los restaurantes de este tipo deseaban tener clientes que entraran y consumieran rápidamente, y no tenerlos ahí escuchando y bailando, por lo que las máquinas vinieron a ser menos decorativas. El mecanismo de cambios usado en aquel entonces las hacía parecerse más bien a las máquinas expendedoras de cigarrillos.

### Algunos modelos estéticamente notables

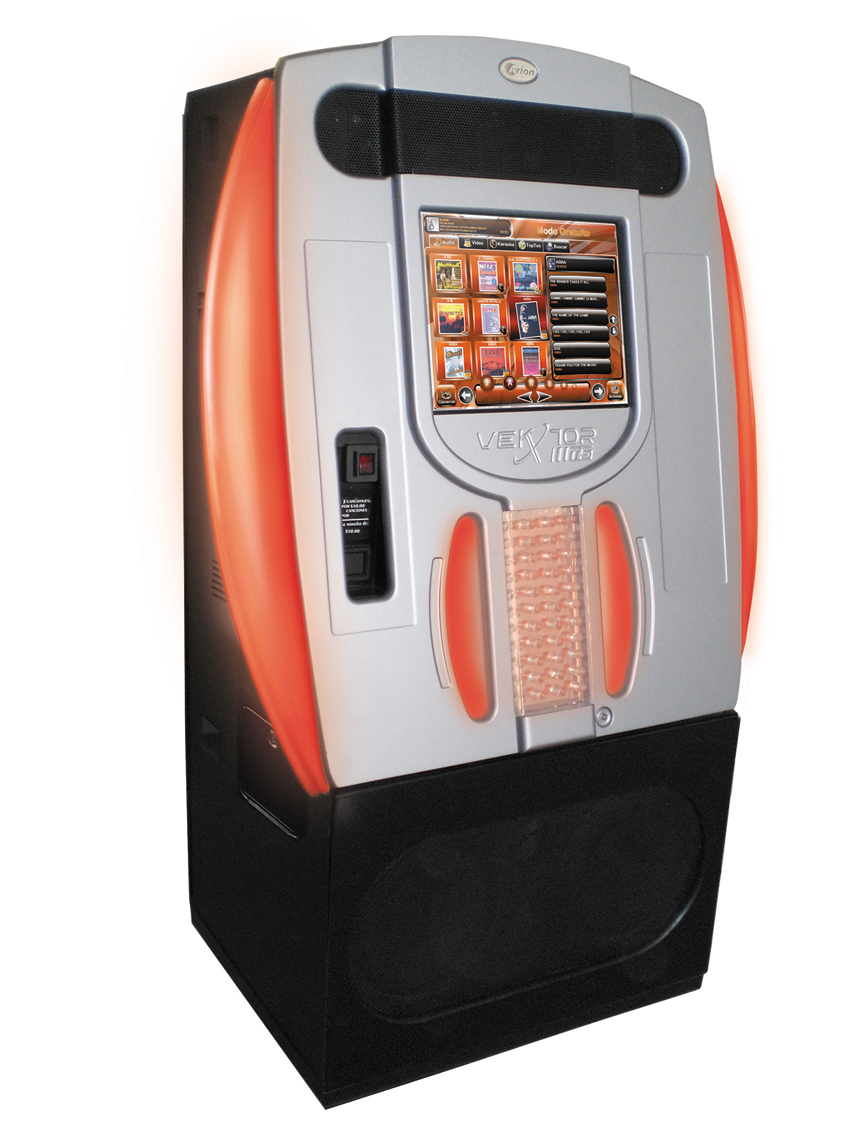
Sinfonola Digital Vektor III TS
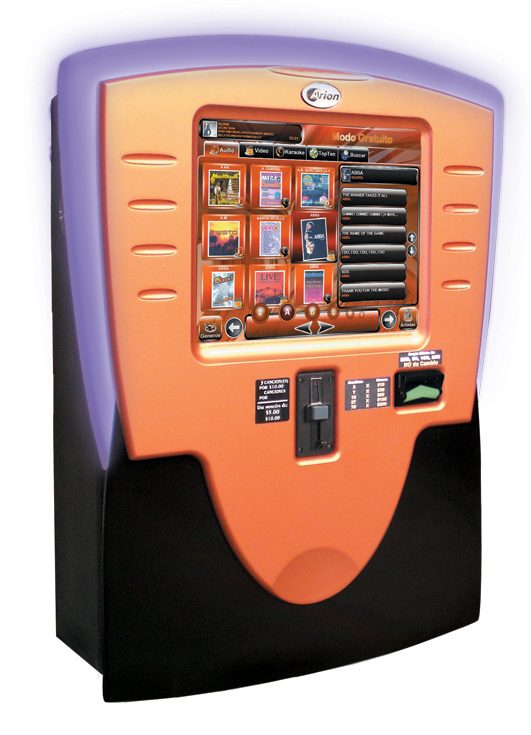
Sinfonola Digital Niza
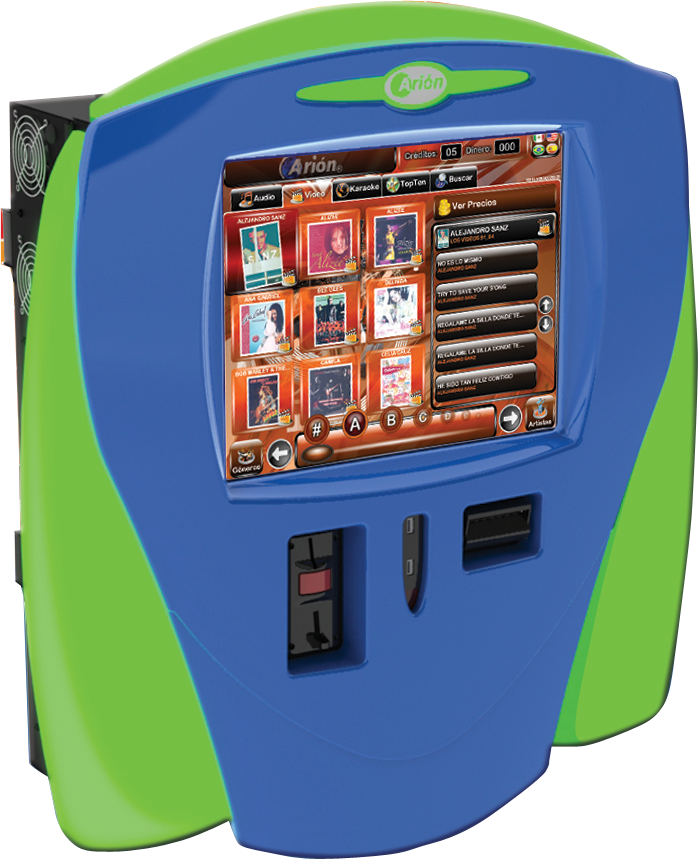
Sinfonola Digital Soho
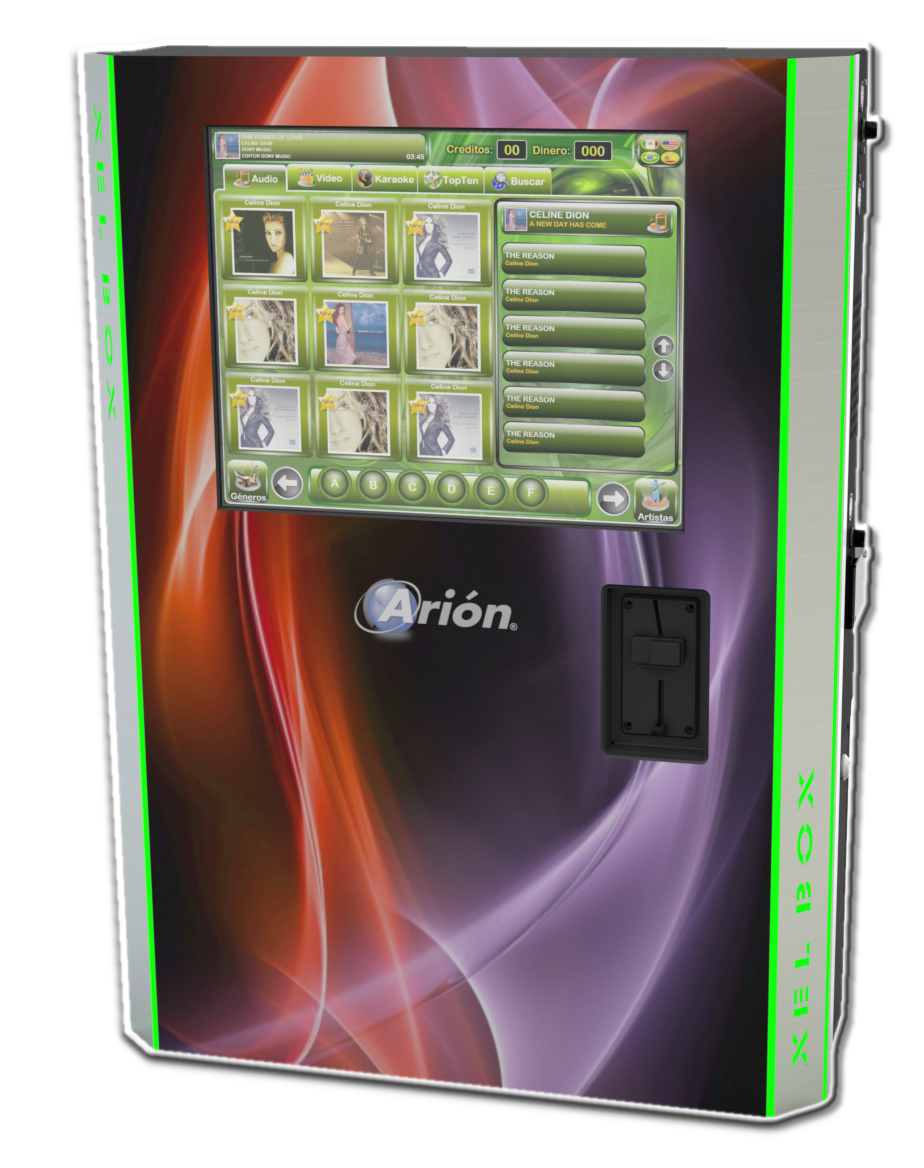
Sinfonola Digital XelBox

- Rock-Ola modelo 1413 Premier (1942) - Parecida a algo de una película de ciencia ficción de los 90s. Tiene un distintivo "globo ocular" en la parte media en color verde.
- Rock-Ola modelo 1422 y 1426 (1946-47) - Un hermoso uso de luces como arcoíris en espiral con un parecido en sus orificios de resonancia a los de un violín.
- Rock-Ola Princess - El nombre ha sido aplicado a diversos modelos que varían drásticamente en su apariencia. Este modelo es muy popular hoy en día, para un uso nostálgico en los hogares, debido a su tamaño compacto. El más codiciado modelo Princess tiene un mecanismo visible algo que universalmente desean los dueños de una máquina de discos casera.
- Wurlitzer Modelo 750 and 750E (1941) - De alguna forma la precursora del famoso modelo 1015 pero con un aspecto más redondeado.
- Wurlitzer Modelo 800 (1941) - Modelo muy notable y agradable en cierta forma parecido a una plataforma de despegue con sus dos cohetes al lado. El efecto flameante de su dial y tablero se lograba con un sistema de tubos rotatorios.
- Wurlitzer Modelo 850 (1941) - Uno quizás con el mejor trabajo artístico en el emparrillado la luz proveía un efecto de animación.
- Wurlitzer Modelo 950 (1942) - Una especie de híbrido visual entre los modelos 800 y 1015 con un diseño influenciado por el arte griego.
- Wurlitzer Modelos 1080 and 1080-A (1947-48) - Otro de los modelos con una fuerte influencia griega, no tuvo un uso intensivo de las luces, sin embargo marco el estilo característico con su perfil curvo clásico.
- Wurlitzer Jukebox Modelo 1100 (1948-49) - Representa la transición de estilos entre los modelos de los 40 y 50 cuando el área del reproductor aparecía claramente detrás de un cristal protector, tuvo un uso persistente de molduras cromadas.
- AMI Rowe "Top Flight" Modelo (1936-38) - Muy distintiva parrilla-tablero con acabado metálico diseño muy Ciencia Ficción.
- AMI Rowe Model "A" sinfonola de(1946-47) - Única con "armadura espacial" . Un estilo que se adelantó a su tiempo.
- Seeburg Cadet (1940) - Un modelo muy bonito.
- Seeburg M100-A (1948-1949) - La primera en seleccionar 100 temas, también reproducía fonogramas de discos de 10 y 12 pulgadas de 78 Rpm mezclados. Su imuminacion fluorescente y el cromado hacen aparecer a otros modelos como anticuados.
- Gabel Kuro (1940) - Un diseño interesante que en estilo parece ser de los 70 en lugar de los 40.
- Asb Labs (2006) - Desarrollo de Wolf Jukebox G, para ser utilizado como emulador de rocola en una PC.

## Datos
El nombre de Rockola es una variación del nombre del dispositivo Rock-Ola de la invención del fundador de la constructora de máquinas David Cullen Rockola, y no es un acrónimo de la palabra Rock y Victrola como mucha gente piensa. Es uno de los nombres más comunes con el que se designa generalmente al dispositivo, el otro es Sinfonola. La palabra también se asocia a la época de los años 50 y 60 durante la época del primer Rock and Roll.
En literatura, es notable la novela Ensayo sobre el jukebox (1990) del autor austríaco Peter Handke, donde narra el viaje de un ensayista a la ciudad de Soria, en la que quiere escribir un ensayo sobre la jukebox.